# Songpyeon
Songpyeon (koreanisch: 송편) ist ein halbmondförmiger, gefüllter, koreanischer Reiskuchen. Er wird traditionell an Chuseok (추석), dem koreanischen Erntedankfest, hergestellt und verspeist. Songpyeon stellt mit die wichtigste Speise für dieses Fest dar.

## Namensherkunft
Die erste Silbe des Wortes Songpyeon steht für Pinie (Baum) oder der Nadel des Baums und 'pyeon' steht für gedämpften Reiskuchen.

## Geschichte
Die Entstehungsgeschichte von Songpyeon liegt im Dunkeln. Erste Erwähnungen reichen zurück bis in die Goryeo-Periode (918–1392).
Allerdings soll einer Legende nach der Ursprung von Songpyeon sogar bis in die Zeit der Drei Königreiche zurückreichen. Während der Regentschaft von König Uija von Baekje (641–660), als sich das Königreich Baekje (백제) mit Silla (신라) im Krieg befand, soll eine Schildkröte mit merkwürdigen Zeichen auf ihrem Panzer von Gelehrten so gedeutet worden sein, dass Baekje den Vollmond verkörpere und Silla den Halbmond und damit Baekje den Krieg verlieren werde. Als dies so geschah, verband man die Form des Halbmondes mit einer guten Zukunft. So soll Songpyeon mit seiner Form ebenfalls für Prosperität und eine gute zukünftige Ernte stehen.

## Herstellung
Der Reiskuchen wird ähnlich wie Tteok (떡) aus Klebreismehl hergestellt. Dazu wird zu feinem Pulver zermahlener Klebreis zusammen mit heißem Wasser vermischt und zu einem Teig geknetet. Von dem fertigen Teig, der in unterschiedlichsten Farben eingefärbt werden kann, entnimmt man kleine Portionen und formt sie zu einer runden kleinen Schale, in der eine Füllung aus einer Art Mus Platz finden kann. Für die Füllungen, die je nach Region des Landes unterschiedlich ausfallen können, werden häufig Zutaten wie Sesam, Bohnen, Kastanien, Eicheln, Kürbis, verschiedene Körner oder auch Venusmuscheln und Honig zum Süßen verwendet. Nachdem der Mus in die Vertiefung eingefüllt wurde, verschließt man den Teig, indem man die beiden halbrunden gegenüberliegenden Seiten zusammendrückt und so eine Halbmondform entstehen lässt. Anschließend werden die Teigtaschen in einem speziellen aus Bambus hergestellten Behälter unter Zusatz von Piniennadeln für ein entsprechendes Aroma für 20 Minuten gedämpft und damit gegart.